# Lábros Papakóstas
Lábros Papakóstas (grec moderne : Λάμπρος Παπακώστας, né le 20 octobre 1969 à Karditsa) est un athlète grec spécialiste du saut en hauteur.

## Biographie
Il s'illustre durant les Championnats du monde en salle 1995 de Barcelone en se classant deuxième du concours avec un bond à 2,35 m, derrière le Cubain Javier Sotomayor. Il bat alors le record de Grèce détenu par Panagiotis Kontaxakis et Kosmas Mikhalopoulos (en). Sixième des Jeux olympiques d'Atlanta, en 1996, Lambros Papakostas remporte une nouvelle médaille d'argent lors des Championnats du monde en salle de 1997 tenus à Paris-Bercy, où il est devancé par l'Américain Charles Austin. Plus tard dans la saison, il prend la sixième place des Championnats du monde d'Athènes.
Huit fois champion de Grèce d'athlétisme, ses records personnels sont de 2,36 m en plein air (1992) et de 2,35 m en salle (1995).

### Palmarès
| Date | Compétition                    | Lieu       | Résultat | Performance |
| ---- | ------------------------------ | ---------- | -------- | ----------- |
| 1986 | Championnats du monde juniors  | Athènes    | 8e       | 2,13 m      |
| 1987 | Championnats d'Europe juniors  | Birmingham | 9e       | 2,05 m      |
| 1988 | Championnats du monde juniors  | Sudbury    | 2e       | 2,25 m      |
| 1994 | Championnats d'Europe en salle | Paris      | 9e       | 2,23 m      |
| 1994 | Championnats d'Europe          | Helsinki   | 8e       | 2,28 m      |
| 1995 | Championnats du monde en salle | Barcelone  | 2e       | 2,35 m      |
| 1996 | Jeux olympiques                | Atlanta    | 6e       | 2,32 m      |
| 1997 | Championnats du monde en salle | Paris      | 2e       | 2,32 m      |
| 1997 | Championnats du monde          | Athènes    | 6e       | 2,32 m      |
| 1998 | Championnats d'Europe en salle | Valence    | 5e       | 2,26 m      |

### Records
| Épreuve         | Épreuve      | Performance | Lieu      | Date         |
| --------------- | ------------ | ----------- | --------- | ------------ |
| Saut en hauteur | En plein air | 2,36 m      | Athènes   | 21 juin 1992 |
| Saut en hauteur | En salle     | 2,35 m      | Barcelone | 12 mars 1995 |